# Лаумянай
Лаумянай (или Лаумянас) — небольшое озеро в восточной Литве, расположено на территории Швенчёнского района. Принадлежит бассейну Жеймены.
Находится в 5 км к северо-западу от города Пабраде. Лежит на высоте 139,6 метров над уровнем моря. Имеет овальную форму. Длина озера 0,82 км, ширина до 0,38 км. Площадь водной поверхности — 0,242 км².
Самая глубокая точка озера (6,8 метров) находится на юго-западе. Озеро ледникового происхождения. Северо-западная оконечность низменная и заболоченная, на юге — лес.
На западе через заболоченный канал соединяется с озером Режю (бассейн Дубинги, притока реки Жеймена).
На берегу озера расположено село Палаумянис.

## Этимология
Название происходит от лит. Laumė «Лауме, мифическое существо в литовской мифологии».